# Газенвінкель Костянтин Борисович
Костянтин Борисович Газенвінкель (1850—1896, Козятин Київської губернії) — російський державний діяч, дійсний статський радник. Учений-процесуаліст та історик-краєзнавець, дослідник Сибіру.

## Біографія
Походить із III покоління псковського дворянського роду Газенвінкелей. Доводиться племінником сенатору Єгору Васильовичу (Георгу Фридерику) Газенвінкелю (1826 — 1895).
Закінчив петербурзьке Імператорське училище правознавства 13 (25) травня 1872 в чині колезького секретаря (X клас). Працював на посаді прокурора Тобольської губернії. У цій якості був причетний до викриття у вимаганні та засудженні в 1887 році тюменського окружного стряпчого Бориса Івановича Красіна (1846–1901), батька знаменитих згодом Леоніда та Германа Красіних.

Прокурор зіткнувся з гострою нестачею в губернії слідчих штатів. Неабиякою мірою їй сприяла позиція багатьох чиновників, включаючи міністра юстиції М. А. Манасеїна, голови Тобольського губернського суду З. М. Геращеневського і самого Газенвінкеля, що проведення попереднього розслідування поліцейськими чинами небажане, щоб уникнути адміністративного свавілля, а тому передавати судовим слідчим. Як результат, який проводив у 1892 році в Західному Сибіру ревізію обер-прокурор Сенату П. М. Бутовський, виявивши не менше 18 000 незавершених слідчих справ, змушений був констатувати:
Прокуратура Тобольської губернії, завалена непомірною працею, що перевершує все, що я коли-небудь бачив за всю мою понад тридцятирічну службу в судовому відомстві, приречена на безмовне споглядання…
Остання займана К. Б. Газенвінкелем посада — член Київської судової палати, в чині дійсного статського радника (IV клас).

## Творчість
Під час перебування тобольським губернським прокурором був членом-змагачем Тобольського губернського музею. У листі на ім'я головного редактора «Живої старовини» В. І. Ламанського, опублікованому в журналі, Газенвінкель нарікав, що на місцях не вистачає фахівців для наукової оцінки та класифікації експонатів провінційних музеїв. Цим зумовлене майже повне ігнорування місцевих колекцій із боку представників столичної науки. Для виправлення положення автор висловлював надію на допомогу сибірським музеям з боку Імператорського Російського географічного товариства.
Головним його внеском у сибірське краєзнавство вважається опублікований в 1892 році «Систематичний перелік воєвод, дяків, письмових голів і під'ячих із приписом у сибірських містах і найголовніших острогах з їхнього заснування на початок XVIII століття». Канд. іст. наук О. Ю. Шаходанова назвала довідкові праці Газенвінкеля «класичною» спадщиною вітчизняної історіографії, поставивши в один ряд із творами М. М. Оглобліна та члена-кореспондента АН СРСР С. В. Бахрушина з питань місцевого управління в Сибіру XVII століття. Я. Г. Солодкин згадує Газенвінкеля поряд із П. М. Буцинським та В. І. Корецьким серед перших дослідників сибірського заслання.
Певну цікавість становлять також праці у сфері юриспруденції. За твердженням вченого секретаря НДІ проблем зміцнення законності та правопорядку при Генеральній прокуратурі РФ Ю. Г. Торбіна, К. К. Арсеньєв та Газенвінкель були практично єдиними дореволюційними правознавцями, які звертали увагу на необхідність розробки процесуальних особливостей провадження слідчого огляду та огляду.

### Список творів

#### Книги
- Инструкция чинам прокурорского надзора Тобольской губернии. — 2-е изд. — Тобольск, 1887. — 32 с.
- Сборник действующих в Тобольской губернии узаконений и распоряжений по следственной части. — Тобольск, 1888.
- Об условиях производства формальных следствий по закону 25 февраля 1885 года. — 1-е изд. — Тобольск : Тоб. губ. типография, 1889. — 45 с.
- Книги разрядные в официальных их списках, как материал для истории Сибири XVII века. — 1-е изд. — Казань : Тип. Имп. Унив, 1892. — 79 с.
- Систематический перечень воевод, дьяков, письменных голов и подьячих с приписью в сибирских городах и главнейших острогах с их основания до начала XVIII века. К истории Сибири XVII в. — 1-е изд. — Тобольск : Тип. Губ. Правления, 1892. — 58 с.
- Государево жалованье послужникам сибирским. К истории Сибири XVII в. — 1-е изд. — Тобольск : Тип. Губ. Правления, 1892. — 22 с.
- Расходная книга товарам и вещам Казённого приказа за 122 г. (1613-1614 гг.). К вопросу о государственном жаловании послужникам сибирским. — 1-е изд. — Тобольск : Тип. Губ. Правления, 1893. — 7 с.

#### Статті
- Эпитимщики и колодники Кондинского монастыря прошлого и начала нынешнего столетия // Календарь Тобольской губернии на 1890 год : справочник. — Тобольск : Тип. Губ. Правления, 1889. — 25 марта. — С. 28—47.
- Историческая справка по поводу юбилея г. Берёзова // Тобольські губернські відомості : газета. — Тобольск, 1892. — № 15 (25 марта).
- Рец. на кн.: Е. В. Кузнецов. Сказания и догадки о христианском имени Ермака. Тобольск, 1891 г. // Известия Товариства археології, історії та етнографії при Імператорському Казанському університеті : журнал. — Казань : Тип. Имп. Университета, 1892. — Т. X, вып. 2 (25 марта). — С. 238—240.
- Сибирский губернатор Д. И. Чичерин // Історичний вісник : журнал. — СПб., 1893. — Т. 52, № 6 (25 марта). — С. 783—790.
- Обские пираты прошлого века // Історичний вісник : журнал. — СПб., 1893. — Т. 53, № 8 (25 марта). — С. 455—468.
- Материалы для справочно-биографического словаря сибирских деятелей // Ежегодник Тобольского губернского музея : журнал. — Тобольск, 1893. — Вып. 1 (25 марта). — С. 71—90.
- Материалы для справочно-биографического словаря сибирских деятелей. Деятели XVI и XVII столетий. IV Князья Ростовского дома // Ежегодник Тобольского губернского музея : журнал. — Тобольск, 1895. — Вып. 3 (25 марта). — С. 22.